# 利涅罗勒 (厄尔省)
利涅罗勒（法語：Lignerolles，法語發音：[liɲʁɔl] ⓘ）是法国厄尔省的一个市镇，位于该省东南部，属于埃夫勒区。

## 地理
利涅罗勒（48°50'49"N, 1°16'32"E）面积6.22 平方千米，位于法国诺曼底大区厄尔省，该省份为法国北部内陆省份，北起滨海塞纳省，西接奧恩省和卡爾瓦多斯省，南至厄尔-卢瓦省，东临瓦兹省、瓦兹河谷省和伊夫林省。
与利涅罗勒接壤的市镇（或旧市镇、城区）包括：尚皮尼-拉菲特莱、库德尔、伊利耶莱韦克、厄尔河畔马西伊、圣洛朗德布瓦。

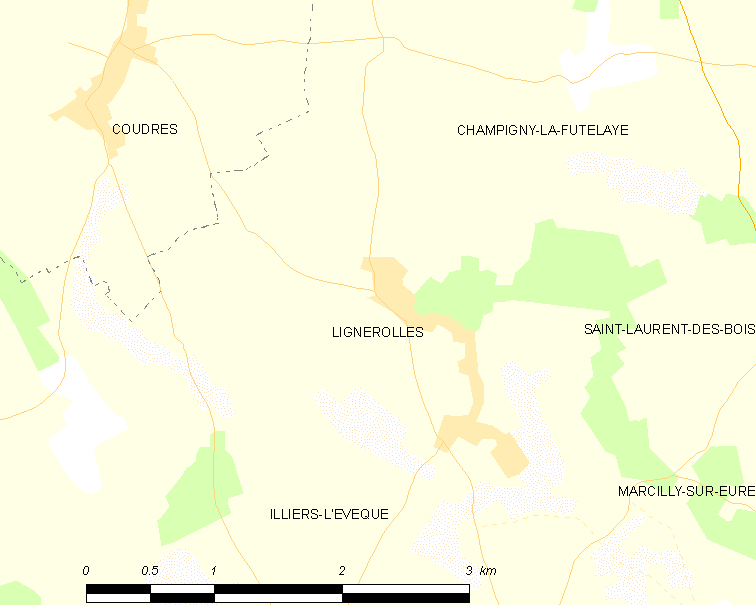
的OSM定位图

利涅罗勒的时区为UTC+01:00、UTC+02:00（夏令时）。

## 行政
利涅罗勒的邮政编码为27220，INSEE市镇编码为27368。

## 政治
利涅罗勒所属的省级选区为圣安德烈德勒尔县。

## 人口

1962-2008年间人口变化图示

利涅罗勒于2022年1月1日时的人口数量为356人。